# Zur Kornblume (Potsdam)

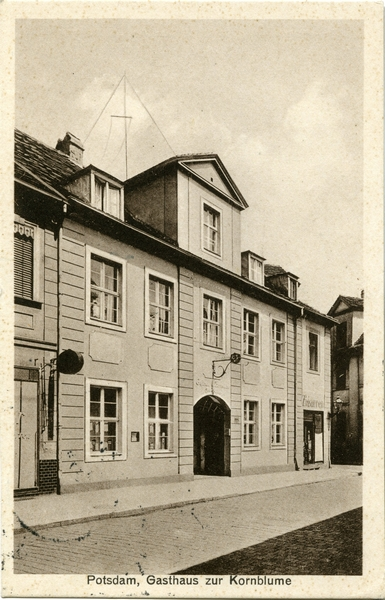
Gasthaus zur Kornblume Straßenseite

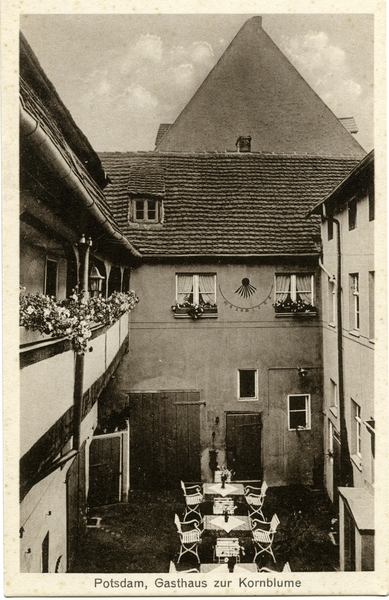
Gasthaus zur Kornblume Innenhof

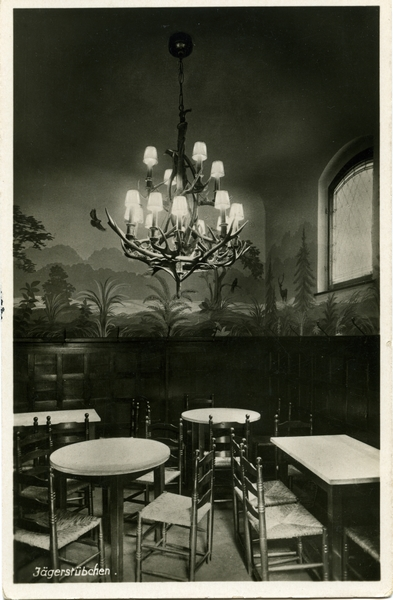
Gasthaus zur Kornblume Jägerstübchen

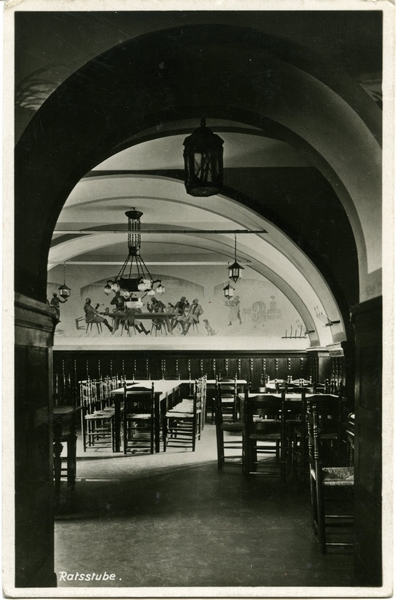
Gasthaus zur Kornblume Ratsstube

Das Gasthaus Zur Kornblume war ein historisches Gasthaus in der Potsdamer Altstadt, Kirchstraße 7. Die Straße verlief spätestens seit Mitte des 18. Jahrhunderts zwischen von der Nikolaikirche am Alten Markt bis zur Grünstraße (die heutige Joliot-Curie-Straße). Im Zuge der Neubebauung der Trümmergrundstücke in den 1960er Jahren verschwanden die Kornblume sowie die Kirchstraße im Ganzen aus dem Potsdamer Stadtbild.

## Geschichte des Hauses
In dem Haus Kirchstraße 7 befand sich ursprünglich eine Ausspanne. Hierunter versteht man ein Gasthaus mit der Möglichkeit zum Ausspannen der Pferde aus den Fuhrwagen und Kutschen hin, also auf die Übernachtung der Reisenden und das Unterstellen der Tiere im Stall. Seit wann das Gasthaus bestand, ist nicht mehr zu ermitteln. Zur Mitte des 18. Jahrhunderts wurde das Gasthaus neu eröffnet. Im Jahr 1797 ist für die Kirchstraße das Gasthaus „Schwarzer Bär“ mit dem Gastwirt Mathes dokumentiert.  In den Jahren 1811 und 1821 dokumentiert das Verzeichnis der Gast- und Schankwirte unter der laufenden Nummer 61 für die Kirchstraße 7 eine Schankwirtschaft unter dem Wirt Menz, der auch eine eigene Brauerei betrieb. Im Jahr 1836 befand sich die Schankwirtschaft, in der auch Zimmer vermietet wurden, im Besitz von dessen Witwe. Auch im Jahr 1848 war ein Hr. Menz in der Kirchstraße 7 Schankwirt, wohl der Sohn des vorangegangenen Wirtes. Noch im Jahr 1872 war der Gasthof im Besitz der Familie Menz, jetzt in der Hand des Gastwirts Friedrich Karl Gustav Menz. Der Gasthof scheint jedoch offensichtlich an den Gastwirt Ch. Senger verpachtet gewesen zu sein.
Seit dem Jahr 1890 war der Gasthof im Besitz einer Fr. Henriette Senger, die ihn in den kommenden Jahren zunehmend mit Hypotheken belastete. Von 1896 bis 1903 wurde der Gasthof von dem Gastwirt Heinrich König betrieben, der jedoch nicht als Eigentümer eingetragen war. Spätestens seit dem Jahr 1901 trug der Gasthof den Namen „Zur Kornblume“.
Zum Ende des Jahres 1903 kaufte der Restaurateur Christoph Kästner die „Kornblume“ und begann bereits ab 1904, den Gastwirt erneut mit Hypotheken zu belasten.  Nach dem Ende des Ersten Weltkriegs ging der Gasthof an Paul Kästner über, der vermutlich sein Sohn war.
Die „Kornblume“ wurde jetzt in schneller Folge mehrfach verkauft, zunächst 1930 an Bertha Klapper, die Witwe des ehemaligen Inhabers des „Residenz-Restaurants“ Robert Klapper. Im Januar 1934 erfolgte die Eintragung des Gastwirts Heinrich Schulz und schließlich im Jahr 1935 des Dr. Heinrich Wetzel als Eigentümer im Grundbuch, der bereits im Jahr 1901 für ein halbes Jahr hier als Student eingemietet war.
In der Nacht des 14. April 1945 entstanden am Gasthaus durch englische Fliegerbomben schwere Schäden. Ende April 1945 erfolgte durch die Rote Armee schwerer Artilleriebeschuss und schließlich die Einnahme der Stadt. Die Altstadt erlitt schwerste Schäden, auch der Gasthof „Zur Kornblume“ war völlig zerstört. Am 29. April 1945 wurde Dr. Heinrich Wetzel (1878–1945) in der nahegelegenen ´Französischen Kirche´ von Soldaten der Roten Armee mit einem Kopfschuss getötet.
Noch im Jahr 1958 war im Grundbuch auf Grund eines Erbscheins am 24. September 1958, eingetragen am 30. Dezember 1958, der Student Peter Rudolf Wetzel, einziger Sohn des Dr. Heinrich Wetzel, als Eigentümer des Trümmergrundstücks dokumentiert. Mit Wirkung zum 20. September 1961 wurde schließlich das Grundstück enteignet und zum Eigentum des Volkes erklärt. In den sechziger Jahren erfolgte dann eine vollständige Überbauung mit einem Neubaublock, die Kirchstraße verschwand endgültig aus dem Stadtbild.

## Ausstattung
Der Gasthof verfügte um 1900 über Stallungen für 35 Pferde und insgesamt 6 Fremdenzimmer. In den 1920er Jahren nahm der Eigentümer Paul Kästner eine Vielzahl von baulichen Umbauarbeiten vor, der er durch die Aufnahme diverser Hypotheken finanzierte. Bis zum Jahr 1930 konnten diese Hypotheken größtenteils wieder gelöscht werden. Zur Erhöhung der Fremdenzimmerkapazität wurde die linke Seite des Hofgebäudes aus- und umgebaut. Noch im Kriegsjahr 1943 wurde die Heizungsanlage grundlegend erneuert.

## Bedeutung
Um das Jahr 1900 war die Gastwirtschaft „Zur Kornblume“ eine Ausspannstation und Gasthof der Klasse III. Der Gasthof wurde hauptsächlich von der Landbevölkerung besucht, die zu Geschäften nach Potsdam kam. Besonders an Markttagen war der einzige Gastraum im linken Teil des Gebäudes völlig überfüllt (im rechten Gebäudeteil befand sich die Wirtswohnung). Nach dem Ersten Weltkrieg ging der Besuch durch die Landkundschaft zusehends zurück und wurde daher auf die neue Stadtkundschaft umgestellt. Die "Kornblume" entwickelte sich zu einem Treffpunkt von Potsdamer Originalen, wie der Dichter Hermann Kasack, der Potsdamer Heimatdichter Friedrich Daumann, Joachim Ringelnatz sowie der Verleger Alfred Richard Meyer (alias Munkepunke), der vier von Ringelnatz‘ Büchern verlegte. Hier trafen sich auch eigentümliche Vereine, wie z. B. der von Munkepunke begründete „Schwimmklub geistig hochstehender Männer“, die „Brüder der geheimen Bartloge“ oder der „Verband der Freunde des Dampfschifffahrtssports“.